# Huy-Neinstedt
Huy-Neinstedt is een plaats en voormalige gemeente in de Duitse deelstaat Saksen-Anhalt, en maakt deel uit van de Landkreis Harz.
Huy-Neinstedt telt 256 inwoners.